# Michele Zampaglione
Michele Zampaglione (1802 – 1887) è stato un magistrato e nobile italiano. Appartenente alla ricca e potente famiglia calitrana degli Zampaglione, fu magistrato di varie città ed è noto per aver proclamato il 3 novembre 1860, in qualità di consigliere della Suprema Corte di Giustizia di Napoli, l'esito del plebiscito che decretava l'annessione del Regno delle Due Sicilie al Regno d'Italia.

## Biografia
Michele Zampaglione, detto Michelino, nacque nel 1802 dalla nobile famiglia Zampaglione. Fu il primogenito di Lorenzo Zampaglione e di Cecilia Pionati. Intraprese la carriera giuridica e sposò Maria Elisabetta de Samuele Cagnazzi, detta Bettina (1809-1900), nipote dello scienziato Luca de Samuele Cagnazzi. Quest'ultimo racconta nella sua autobiografia come la famiglia di Michele Zampaglione e Bettina Cagnazzi dimorasse a Trani ma tornava spesso a Calitri su richiesta del padre Lorenzo; Cagnazzi nel 1838 visitò Calitri al fine di far visita a sua nipote Bettina e fornì anche una puntuale descrizione della città di Calitri, dei suoi abitanti e della famiglia Zampaglione.
Fu nominato anche consigliere delle Suprema Corte di Giustizia di Napoli e, il 3 novembre 1860, fu colui che proclamò il risultato del plebiscito che decretava l'annessione del Regno delle Due Sicilie al Regno d'Italia. Secondo alcune fonti, tale plebiscito fu considerato non valido da gran parte dei calitrani i quali, non essendo soddisfatti del nuovo regno, incolparono gli Zampaglione. Questi ultimi, incluse le due sorelle monache Maria Luisa (1820-1894) e Rosina (1817-1890), dovettero pertanto allontanarsi da Calitri per alcuni anni.

## Cariche
- Giudice della Gran Corte Civile di Catania[4]
- Consigliere della Suprema Corte di Giustizia di Napoli[4]

## Genealogia
- Giovanni Zampaglione (1805-1881)
- Francesco Zampaglione (?-?)
- Salvatore Zampaglione (1814-?)
- Angela Zampaglione (?-?)
- Rosina Zampaglione (1817-1890)
- Maria Luisa Zampaglione (1820-1894)
- Gaetano Zampaglione (1825-?)[4]